# Something to Tell You
| Совокупная оценка    | Совокупная оценка |
| Источник             | Оценка            |
| -------------------- | ----------------- |
| Metacritic           | 69/100            |
| Оценки критиков      |                   |
| Источник             | Оценка            |
| AllMusic             | [ 4 ]             |
| Clash                | 7/10              |
| Entertainment Weekly | A−                |
| The Independent      | [ 7 ]             |
| Mojo                 | [ 8 ]             |
| NME                  | [ 9 ]             |
| Pitchfork            | 7.8/10            |
| Rolling Stone        | [ 10 ]            |
| Slant Magazine       | [ 11 ]            |
| Uncut                | [ 12 ]            |

Something to Tell You — второй студийный альбом американского женского трио Haim. Альбом был выпущен 7 июля 2017 года лейблом Columbia Records.
Альбомный лид-сингл «Want You Back» вышел 3 мая 2017 года после релиза промосингла «Right Now». 10 мая была анонсирована обложка альбома и начало предзаказов. «Little of Your Love» вышел 18 июня 2017 года в качестве второго сингла через Twitter. 21 августа 2017 года вышел третий сингл «Nothing’s Wrong».
Диск дебютировал на втором месте в Великобритании (UK Albums Chart).

## Отзывы
Альбом получил положительные отзывы музыкальной критики и интернет-изданий. Он получил 69 из 100 баллов на интернет-агрегаторе Metacritic.

## Коммерческий успех
Something to Tell You дебютировал на 7-м месте в американском хит-параде Billboard 200 с тиражом 32,000 единиц, включая 26,000 копий продаж. Он также дебютировал на втором месте в британском чарте UK Albums Chart, с тиражом 18,319 копий в первую неделю релиза.

## Участники записи
По данным AllMusic и заметок с альбома

| Haim - Алана Хайм — вокал (треки 1-9, 12), гитара (2, 3, 5-7, 10), перкуссия (2-5), клавишные (8) - Даниэль Хайм — вокал (все треки), гитара (1-8, 11), ударные (1-8, 10, 12), перкуссия (2, 4-6, 8), Hi-hat (9), синтезатор (10), стеклянная бутылка (9) - Эсти Хайм — вокал (треки 1-10, 12), бас-гитара (1-3, 5-10, 12), перкуссия (4) Музыканты - Ростам Батманглидж — акустическая гитара (треки 8, 12), программирование ударных (7), электрогитара (12), гармонайзер (7), Moog-бас (12), фортепиано (7), ритм-гитара (7), синтезатор (7, 8, 12) - Matt Bauder — саксофон (трек 3) - Andrew Bulbrook — скрипка (трек 12) - Lenny Castro — конга (трек 5) - Devonté Hynes — DX7 электропианино (трек 6) - Jim-E Stack — клавишные (трек 1) - Tommy King — бас-синтезатор (треки 4, 5), CP70 (5), орган (7, 8, 10), фортепиано (2, 3), синтезатор (2, 5, 11) - Greg Leisz — гитара (треки 1, 3), педальная гитара (10), слайд-гитара (12) - George Lewis Jr. — гитара (трек 4) - Roger Manning — синтезатор (трек 3) - Serena McKinney — скрипка (трек 8) - David Moyer — саксофон (трек 3) - Nico Muhly — фортепиано и струнные (трек 10) - Mike Olsen — виолончель (трек 8) - Owen Pallett — альт (трек 8) - Ариэль Ректшайд — акустическая гитара (треки 2, 4, 6), бэк-вокал (8), челеста (11), гитара (5), клавишные (1), маримба (11), орган (3, 7), перкуссия (3, 5, 6, 8, 10), фортепиано (10), ритм-гитара (7), синтезатор (2, 4-8, 10, 11), вокодер (6) - Buddy Ross — цимбалы (трек 2), Fender Rhodes (2, 6), клавишные (1), перкуссия (5), синтезатор (2, 6, 10) - Gus Seyffert — перкуссия (трек 2) - Ruud Wiener — Simmons Silicon Mallet (трек 6) | Технический персонал - Chris Allgood — ассистент мастеринг-инженера - Ростам Батманглидж — дополнительный продакшн (треки 3, 8), звукоинженер (7, 9, 12), продюсер (7, 9, 12), струнные аранжировки (12) - BloodPop — дополнительный продакшн (трек 1) - Martin Cooke — дополнительный инженер (треки 1-6, 8, 10, 11) - Rich Costey — микширование (треки 1-6, 8, 10, 11) - Laura Coulson — фотографии - John DeBold — звукоинженер (треки 1-6, 8, 10, 11) - Scott Desmarais — ассистент инженера по микшированию (трек 9) - Robin Florent — ассистент инженера по микшированию (трек 9) - Nicolas Fournier — ассистент звукоинженера (треки 1-6, 8, 10, 11) - Dave Fridmann — микширование (трек 7) - Chris Galland — звукоинженер по микшированию (трек 9) - Michael Harris — звукоинженер (треки 1, 3, 7, 12) - Chris Kasych — звукоинженер (треки 1-6, 8, 10, 11) - Emily Lazar — мастеринг - George Lewis Jr. — продюсер (трек 4) - Ted Lovett — креативный директор - Manny Marroquin — микширование (трек 9) - Serena McKinney — струнные аранжировки (трек 8) - Rob Orton — микширование (трек 12) - Ариэль Ректшайд — программирование ударных (трек 7), звукоинженер (1-8, 10, 11), продюсер (1-8, 10, 11), программирование (1-6, 8), струнные аранжировки (8) - Nick Rowe — звукоинженер (треки 1-9, 11, 12) - David Schiffman — звукоинженер (треки 1-7, 10, 12) - Gus Seyffert — звукоинженер (треки 2, 3) |

## Трек-лист
| №                   | Название                | Автор(ы)                                          | Продюсеры                       | Длительность |
| ------------------- | ----------------------- | ------------------------------------------------- | ------------------------------- | ------------ |
| 1.                  | «Want You Back»         | Алана Хайм Даниэль Хайм Эсти Хайм Ариэль Ректшайд | Ректшайд BloodPop [a]           | 3:52         |
| 2.                  | «Nothing's Wrong»       | А. Хайм Д. Хайм Э. Хайм Ректшайд                  | Ректшайд                        | 3:09         |
| 3.                  | «Little of Your Love»   | А. Хайм Д. Хайм Э. Хайм Ректшайд                  | Ректшайд Ростам Батманглидж [a] | 3:33         |
| 4.                  | «Ready for You»         | А. Хайм Д. Хайм Э. Хайм Ректшайд George Lewis Jr. | Ректшайд Twin Shadow            | 3:45         |
| 5.                  | «Something to Tell You» | А. Хайм Д. Хайм Э. Хайм Ректшайд                  | Ректшайд                        | 4:13         |
| 6.                  | «You Never Knew»        | А. Хайм Д. Хайм Э. Хайм Ректшайд Dev Hynes        | Ректшайд                        | 4:29         |
| 7.                  | «Kept Me Crying»        | А. Хайм Д. Хайм Э. Хайм Ректшайд Батманглидж      | Ректшайд Батманглидж            | 3:55         |
| 8.                  | «Found It in Silence»   | А. Хайм Д. Хайм Э. Хайм Ректшайд                  | Ректшайд Батманглидж [a]        | 4:23         |
| 9.                  | «Walking Away»          | А. Хайм Д. Хайм Э. Хайм Батманглидж               | Батманглидж                     | 3:56         |
| 10.                 | «Right Now»             | А. Хайм Д. Хайм Э. Хайм Ректшайд                  | Ректшайд                        | 4:15         |
| 11.                 | «Night So Long»         | А. Хайм Д. Хайм Э. Хайм Ректшайд                  | Ректшайд                        | 3:04         |
| Общая длительность: | Общая длительность:     | Общая длительность:                               | Общая длительность:             | 42:34        |

| №   | Название              | Автор(ы)                            | Продюсеры   | Длительность |
| --- | --------------------- | ----------------------------------- | ----------- | ------------ |
| 12. | «Water's Running Dry» | А. Хайм Д. Хайм Э. Хайм Батманглидж | Батманглидж | 3:45         |

Notes
- ↑  дополнительный продюсер

## Чарты
| Чарт (2017)                            | Высшая позиция |
| -------------------------------------- | -------------- |
| Австралия (ARIA)                       | 4              |
| Австрия (Ö3 Austria)                   | 56             |
| Бельгия/Фландрия (Ultratop)            | 17             |
| Бельгия/Валлония (Ultratop)            | 122            |
| Канада (Canadian Albums Chart)         | 11             |
| Нидерланды (Album Top 100)             | 46             |
| Германия (Offizielle Top 100)          | 44             |
| Греция (IFPI)                          | 61             |
| Ирландия (IRMA)                        | 4              |
| Новая Зеландия (RMNZ)                  | 11             |
| Шотландия (Scottish Albums Chart)      | 2              |
| Испания (PROMUSICAE)                   | 37             |
| Швеция (Sverigetopplistan)             | 41             |
| Швейцария (Schweizer Hitparade)        | 26             |
| Великобритания (UK Albums Chart)       | 2              |
| США (Billboard 200)                    | 7              |
| США (Billboard Top Alternative Albums) | 2              |
| США (Billboard Top Rock Albums)        | 2              |

## Сертификации
| Регион                                                                      | Сертификация | Продажи |
| --------------------------------------------------------------------------- | ------------ | ------- |
| Великобритания (BPI)                                                        | Серебряный   | 60 000  |
| Данные о продажах + прослушиваниях приведены только на основе сертификации. |              |         |